# ماريانو رومور
ماريانو رومور (بالإيطالية: Mariano Rumor)‏ سياسي إيطالي (16 يونيو 1915 - 22 يناير 1990) تولى رئاسة الحكومة في إيطاليا مرتين:
- من 12 ديسمبر 1968 إلى 6 أغسطس 1970.
- من 26 يوليو 1973 إلى 23 نوفمبر 1974.

## روابط خارجية
- ماريانو رومور على موقع الموسوعة البريطانية (الإنجليزية)
- ماريانو رومور على موقع مونزينجر (الألمانية)